# Junioren-Badmintonpanamerikameisterschaft 2015
Die Junioren-Badmintonpanamerikameisterschaft 2015 fand vom 5. bis zum 9. August 2015 in Tijuana statt.

## Medaillengewinner der U19
| Disziplin    | Gold                                 | Silber                              | Bronze                                    |
| ------------ | ------------------------------------ | ----------------------------------- | ----------------------------------------- |
| Herreneinzel | Jason Ho-Shue                        | Artur Silva Pomoceno                | Rubén Castellanos                         |
| Herreneinzel | Jason Ho-Shue                        | Artur Silva Pomoceno                | Ty Alexander Lindeman                     |
| Dameneinzel  | Qingzi Ouyang                        | Jamie Hsu                           | Daniela Macías                            |
| Dameneinzel  | Qingzi Ouyang                        | Jamie Hsu                           | Crystal Pan                               |
| Herrendoppel | Jason Ho-Shue Jonathan Bing Tsan Lai | Austin Bauer Ty Alexander Lindeman  | Vinson Chiu Raymond Hsia                  |
| Herrendoppel | Jason Ho-Shue Jonathan Bing Tsan Lai | Austin Bauer Ty Alexander Lindeman  | Felippe Cury Fonseca Cleyson Nobre Santos |
| Damendoppel  | Annie Xu Kerry Xu                    | Joanna Liu Crystal Pan              | Kylie Cheng Qingzi Ouyang                 |
| Damendoppel  | Annie Xu Kerry Xu                    | Joanna Liu Crystal Pan              | Chiara Carranza Daniela Macías            |
| Mixed        | Jason Ho-Shue Qingzi Ouyang          | Ty Alexander Lindeman Takeisha Wang | Austin Bauer Julie Ngoc Pham              |
| Mixed        | Jason Ho-Shue Qingzi Ouyang          | Ty Alexander Lindeman Takeisha Wang | Vinson Chiu Crystal Pan                   |

## Medaillengewinner der U17
| Disziplin    | Gold                      | Silber                         | Bronze                                                   |
| ------------ | ------------------------- | ------------------------------ | -------------------------------------------------------- |
| Herreneinzel | Ailton Correa             | Jonathan Mathias               | Uriel Canjura                                            |
| Herreneinzel | Ailton Correa             | Jonathan Mathias               | Wilson Shane                                             |
| Dameneinzel  | Cindy Yuan                | Joanna Liu                     | Karen Ma                                                 |
| Dameneinzel  | Cindy Yuan                | Joanna Liu                     | Jeisiane Alves                                           |
| Herrendoppel | Ricky Liu Zhou Cadmus Yeo | Eric Jiang Andre Wang          | Fabrício Farias Walleson Santos                          |
| Herrendoppel | Ricky Liu Zhou Cadmus Yeo | Eric Jiang Andre Wang          | Desmond Wang Brian Yang                                  |
| Damendoppel  | Katie Ho-Shue Vania Wu    | Cara De Belle Alexandra Mocanu | Jeisiane Alves Jackeline Luz                             |
| Damendoppel  | Katie Ho-Shue Vania Wu    | Cara De Belle Alexandra Mocanu | Nairoby Abigail Jiménez Bermary Altagracia Polanco Muñoz |
| Mixed        | Brian Yang Katie Ho-Shue  | Ricky Liu Zhou Joanna Liu      | Eric Jiang Cindy Yuan                                    |
| Mixed        | Brian Yang Katie Ho-Shue  | Ricky Liu Zhou Joanna Liu      | Milkos Kanyasi Cara De Belle                             |

## Medaillengewinner der U15
| Disziplin    | Gold                                                    | Silber                    | Bronze                             |
| ------------ | ------------------------------------------------------- | ------------------------- | ---------------------------------- |
| Herreneinzel | Brian Yang                                              | Kevin Wang                | Eric Chang                         |
| Herreneinzel | Brian Yang                                              | Kevin Wang                | Armando Gaitan                     |
| Dameneinzel  | Jennie Gai                                              | Catherine Choi            | Breanna Chi                        |
| Dameneinzel  | Jennie Gai                                              | Catherine Choi            | Vivian Yao                         |
| Herrendoppel | Nicolás Macías Gustavo Alfredo Salazar De Souza Peixoto | Tony Liu Zhou Dean Tan    | Eric Chang Karthik Kalyanasundaram |
| Herrendoppel | Nicolás Macías Gustavo Alfredo Salazar De Souza Peixoto | Tony Liu Zhou Dean Tan    | Joel Angeles Armando Gaitan        |
| Damendoppel  | Catherine Choi Talia Ng                                 | Mirabelle Huang Tammy Xie | Breanna Chi Charisse Chow          |
| Damendoppel  | Catherine Choi Talia Ng                                 | Mirabelle Huang Tammy Xie | Paula Lozoya Victoria Romero       |
| Mixed        | Dean Tan Jennie Gai                                     | Calvin Xia Vivian Yao     | Eric Chang Breanna Chi             |
| Mixed        | Dean Tan Jennie Gai                                     | Calvin Xia Vivian Yao     | Kevin Wang Catherine Choi          |

## Medaillengewinner der U13
| Disziplin    | Gold                      | Silber                    | Bronze                                      |
| ------------ | ------------------------- | ------------------------- | ------------------------------------------- |
| Herreneinzel | Thiago Mozer Ribeiro      | Joshua Yuan               | Brandon Xu                                  |
| Herreneinzel | Thiago Mozer Ribeiro      | Joshua Yuan               | Alohi Sheung                                |
| Dameneinzel  | Evelyn Zeng               | Kalea Sheung              | Juliana Viana Vieira                        |
| Dameneinzel  | Evelyn Zeng               | Kalea Sheung              | Romina Fregoso                              |
| Herrendoppel | Brandon Xu Joshua Yuan    | Alohi Sheung Andrew Yuan  | Emilio Angulo Ezra Guerrero                 |
| Herrendoppel | Brandon Xu Joshua Yuan    | Alohi Sheung Andrew Yuan  | Remo Blondet Martinez Adriano Viale Aguirre |
| Damendoppel  | Claire Chen Tiffany Kuang | Nicole Ju Catherine Zheng | Julia Viana Vieira Juliana Viana Vieira     |
| Damendoppel  | Claire Chen Tiffany Kuang | Nicole Ju Catherine Zheng | Itzel Cortez Romina Fregoso                 |
| Mixed        | Joshua Yuan Claire Chen   | Brandon Xu Nicole Ju      | Alohi Sheung Tiffany Kuang                  |
| Mixed        | Joshua Yuan Claire Chen   | Brandon Xu Nicole Ju      | Andrew Yuan Evelyn Zeng                     |

## Medaillengewinner der U11
| Disziplin    | Gold                          | Silber                      | Bronze                                             |
| ------------ | ----------------------------- | --------------------------- | -------------------------------------------------- |
| Herreneinzel | Ryan Ma                       | Aaron Bai                   | Samuel Li                                          |
| Herreneinzel | Ryan Ma                       | Aaron Bai                   | Pedro Bittencourt dos Santos                       |
| Dameneinzel  | Francesca Corbett             | Kaitlyn Wang                | Allison Lee                                        |
| Dameneinzel  | Francesca Corbett             | Kaitlyn Wang                | Tayonara Rocha                                     |
| Herrendoppel | Ryan Ma Thompson Ma           | Caden Liu Alex Sin          | Renan Rosa de Melo Pedro Bittencourt dos Santos    |
| Herrendoppel | Ryan Ma Thompson Ma           | Caden Liu Alex Sin          | Ian Moromisato Namisato Jose Maria Rendon Chirinos |
| Damendoppel  | Francesca Corbett Hailey Hung | Allison Lee Kaitlyn Wang    | Fernanda Munar Solimano Rafaela Munar Solimano     |
| Damendoppel  | Francesca Corbett Hailey Hung | Allison Lee Kaitlyn Wang    | Namie Miyahira Tsukazan Gianna Stiglich Guzman     |
| Mixed        | Ryan Ma Kaitlyn Wang          | Caden Liu Francesca Corbett | Thompson Ma Allison Lee                            |
| Mixed        | Ryan Ma Kaitlyn Wang          | Caden Liu Francesca Corbett | Alvin Ng Maggie Chen                               |